# Café para todos

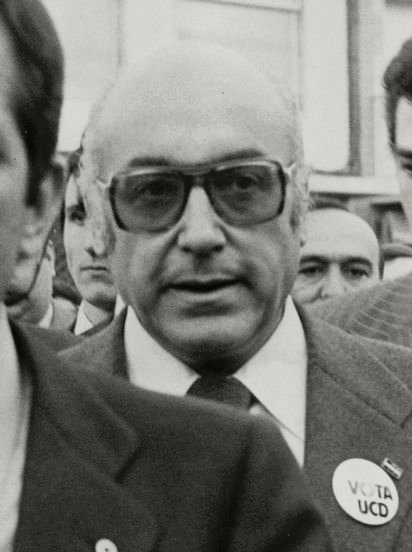
Manuel Clavero, Ministro adjunto para las Regiones entre 1977 y 1979, durante la transición española y participante en la construcción del Estado de las autonomías

«Café para todos» es una popular expresión en España que tiene el sentido de ofrecer el mismo trato a todas las partes involucradas en un asunto con el fin de contentar (o descontentar) a todos por igual. Fue pronunciada por primera vez por Manuel Clavero Arévalo, ministro entre 1977 y 1980, es decir, durante la transición española. En este momento España pasaba de dictadura a democracia y uno de los grandes debates sobre el nuevo sistema consistía en la conformación de un Estado centralista o federalista, ya que ciertos sectores políticos regionales exigían mayor autonomía. La solución pretendidamente «neutral» fue la de ofrecer la autonomía a todas las regiones, que pasaron a denominarse «comunidades autónomas».
La configuración del territorio español se inspiró en los sistemas de Alemania e Italia. Manuel Clavero fue ministro de Regiones durante el primer gobierno democrático de Adolfo Suárez, y en su mano estuvo el diseño del nuevo mapa nacional. Las regiones pueden escoger entre un nivel de autonomía pleno y otro limitado, pero todas tienen autogobierno. La expresión «café para todos» ha quedado fijada como una figuración del actual modelo territorial de España.